# Catapagurus ensifer
Catapagurus ensifer is een tienpotigensoort uit de familie van de Paguridae. De wetenschappelijke naam van de soort is voor het eerst geldig gepubliceerd in 1893 door Henderson.